# رونالد إي. داي
رونالد إي. داي (بالإنجليزية: Ronald E. Day)‏ هو أمين مكتبة أمريكي، ولد في 1959.